# Малинка (село)
Малинка — колишнє село в Українському Поліссі. Знаходилося в Народицькому районі Житомирської області.

## Історичні відомості

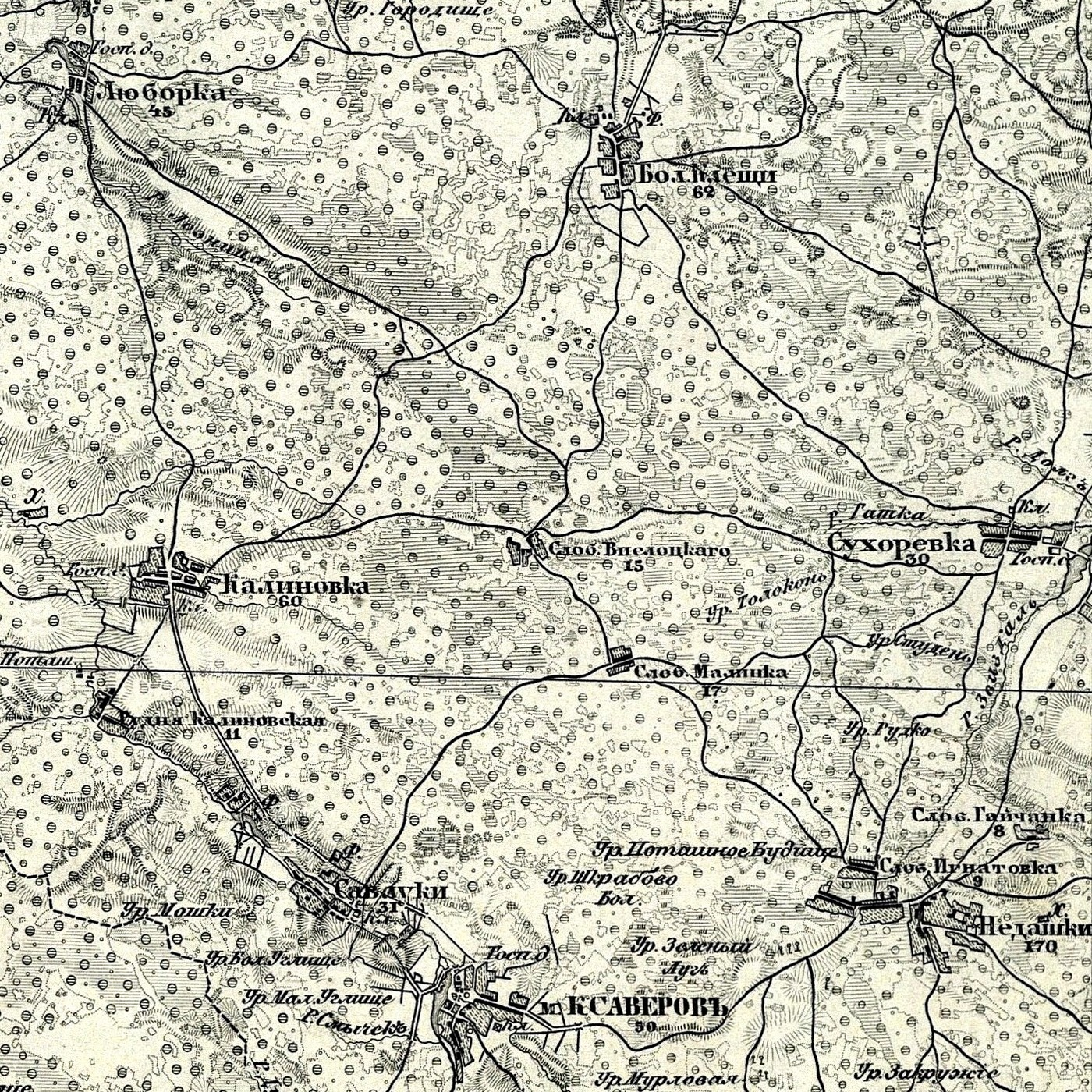
Військово-топографічна мапа західної частини Російської імперії (3 версти в дюймі, надр.1867 р.)

- 1846-63 роки — вперше «Слоб. Малинка» позначена на «Військово-топографічній мапі західної частини Російської імперії» (мапа Ф. Ф. Шуберта — 3 версти в дюймі), що була складена в 1846-63 роках, а надрукована в 1867 році.[1]
- у слободі Малинка Овруцького повіту проживали росіяни, вихідці з європейської півночі Росії, з так званого Помор'я, по віросповіданню належали до старообрядців-безпопівців, або, як вони кажуть, до Древлеправославної поморської церкви. За соціальним станом відносились до міщан, були приписані до Овруцької, Народицької, Житомирської та Радомишльської міщанських громад.[2]
- 1859 рік — «Малинка» — слобода поєзуїтська. Перебуває в межах Овручського повіту (уѣзда) Волинської губернії. Відноситься до 1 стану. Знаходиться в урочищі Толоконь, на відстані від повітового міста — 52 версти, від стану — 28 верст.

```
                        Має 12 дворів де проживає: 
                        - чоловіків - 32, 
                        - жінок - 33, 
                        - всього жителів - 65.
[
3
]
```

- 1866 рік — «Малинка» — слобода приватного володіння. Знаходиться на відстані від повітового міста — 60 верст, від стану — 35 верст.

```
                        Має 12 дворів де проживає: 
                        - чоловіків - 54, 
                        - жінок - 56, 
                        - всього жителів - 110. 
                        По віросповіданню - старообрядці.
[
4
]
```

- 1893 рік — в Малинці нараховується:

```
                         - 24 родини і 97 осіб чоловічої статі.
[
5
]
```

- 1906 рік — слобода «Малинка» перебуває в межах Ново-Вробївської волості. Відноситься до 1 стану. Поштова адреса — «ст. Малинъ».

```
                        Має 51 двір, де проживають 268 жителів чоловічої та жіночої статі. 
[
6
]
```

- на 1 грудня 1910 року слобода «Малинка» перебуває в межах Овручського повіту (уѣзда) Ново-Вороб'ївської волості. Найближчі станції: залізнична — «Малинъ» — 33 верст; поштова — «Ксаверовъ» — 5 верст; телеграфна — «Малинъ» — 33 верст.

```
                        Має 51 двір, де проживає 235 жителів чоловічої та жіночої статі.
[
7
]
```

- 1913 рік — в «сл. Малинка» найбільші землевласники володіли землями[8]:

```
                        - "Андрияшинъ Влдм."  мав 147 д. землі;
                        - "Андрияшинъ Серг." - 147 д. 
```

- 1923 рік — село Малинка підпорядковане Недашківській сільській раді.[9]
- 13.07.1927 рік — Віслоцькій сільській раді підпорядковані с. Малинка Недашківської сільської ради[10] та х. Меленівці[11] чи х. Маленівці Калинівської сільської ради.[12]
- 1933 рік — в селі Малінка, що входило до складу Вислоцької сільради, за даними сільради, помер від голоду 41 чоловік

(в Книзі пам'яті зазначено 44 померлих, але троє з них виявились мешканцями Слободи Вислоцької).
- 1941 рік — село Малинка перебуває в межах Базарського району.

```
                        Має 38 дворів в яких проживає 
                        - 181 мешканець, 
                        з них 
                        - чоловічої статі - 64 
                        - жіночої статі - 87.
[
14
]
```

- 22 серпня 1941 рік — село Малинка окуповане фашистськими окупантами.[15]
- 1942-1943 роки — під час окупації села Малинка: — вигнано на каторжні роботи в Німеччину — 8 чоловік.[15]
- 12 листопада 1943 року — село Малинка визволене Червоною Армією.[15]
- 11.08.1954 рік — Слобідська сільська рада (сільрада сел Слобода і Малинка) була об'єднана з Калинівською сільською радою з підпорядкуванням сел Слобода та Малінка Калинівській сільській раді.[16]
- 1981 рік — населення Малинки становило 30 осіб. Підпорядковувалось Калинівській сільській раді.
- 1990 рік — село Малинка виселено через радіоактивне забруднення внаслідок аварії на ЧАЕС. Зняте з обліку 21 червня 1991 року Житомирською обласною радою.[17]